# Linha Gótica
A Linha Gótica (em alemão:  Gotenstellung, em italiano:  Linea Gotica, em inglês:  Gothic Line) representou uma das últimas e grandes defesas elaborada pelos alemães na Segunda Guerra Mundial.
Teóricamente construída em uma extensão de 280 Km, a série de linhas de defesa nazi-fascistas no norte da Itália, conhecida como Linha Gótica partia da região costeira do Mar Tirreno, indo do oeste italiano, nas regiões de Carrara e La Spezia, passava pela cadeia de montanhas formada pelos Apeninos, terminando à leste, nas áreas de Pesaro e Rimini, já na faixa litorânea do Mar Adriático. Sua finalidade principal era retardar ao máximo, e se possível bloquear, os avanços aliados na Campanha da Itália.

## Histórico

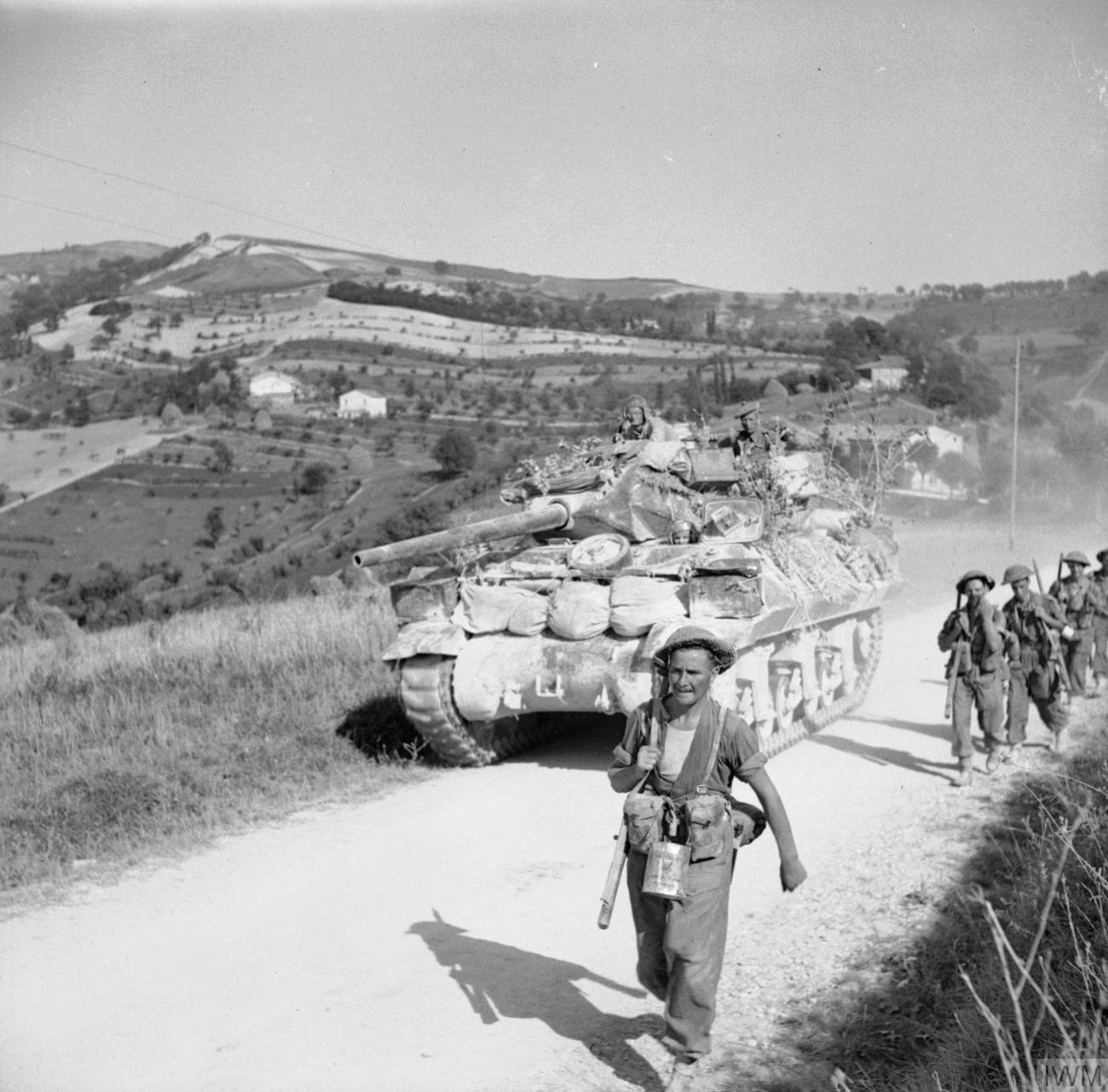
Tropas do VIII Exército Britânico avançam pelo centro-leste da Itália. Agosto, 1944.

Utilizando mais de 15 mil trabalhadores escravos, os alemães e fascistas italianos criaram mais de 2000 pontos de fortificação; ninhos de metralhadoras, casamatas, bunkers, postos de observação e artilharia para repelir ou retardar as tentativas aliadas de rompimento desta linha de defesas, conhecida como Linha Gótica. 

Ela foi parcialmente rompida pela 1ª vez durante a "Operação Oliva" (também conhecida como a Batalha de Rimini), em setembro de 1944. Porém, as forças sob o comando do general Kesselring foram capazes de se retirar em ordem. Este foi um padrão que se repetiria até março do ano seguinte, com a Linha Gótica recuando, mas sem ser rompida de maneira decisiva, o que não ocorreria até abril de 1945, durante a ofensiva final aliada na Itália.
Uma das primeiras grandes batalhas da linha, a Batalha de Rimini aconteceu entre 13 e 21 de setembro de 1944 durante a ofensiva do VIII Exército Britânico, no setor principal da Linha Gótica, entre agosto e setembro de 1944, como parte da campanha italiana na Segunda Guerra Mundial.

## 1ª Fase (Agosto-Outubro 1944)
Durante a última semana de agosto , o II Corpo de exécito dos EUA e o XIII Corpo britânico se posicionaram nos Apeninos Setentrionais a fim de assumir posições para o principal ataque contra as principais defesas Linha Gótica . No final da primeira semana de setembro, devido à reorganização que teve lugar após a retirada de três divisões para reforçar a frente no setor próximo ao mar Adriático, pressionados os alemães retiraram-se para as principais defesas Linha Gótica. O início do ataque à linha, no setor do V Exército americano, começou ao anoitecer em 12 de setembro.
Nesta fase, o progresso foi lento. No setor de responsabilidade do VIII exército britânico, próximo ao Adriático, as tropas aliadas chegaram a cerca de 30 km de Bolonha, em meados de outubro. Entretanto, a oeste, no setor próximo ao Tirreno, tropas do IV Corpo do V exército americano (notadamente o 6º RI da 1ª divisão de infantaria brasileira e o 370º RI da 92ª Divisão de Infantaria americana), empurraram as forças nazi-fascistas em direção ao norte, avançando pela província de Lucca, antes de serem detidas ao norte de Barga, tendo as tropas brasileiras capturado uma fábrica de munições ao tomarem a cidade de Fornaci.

## Estabilização da Frente (Novembro-Dezembro)

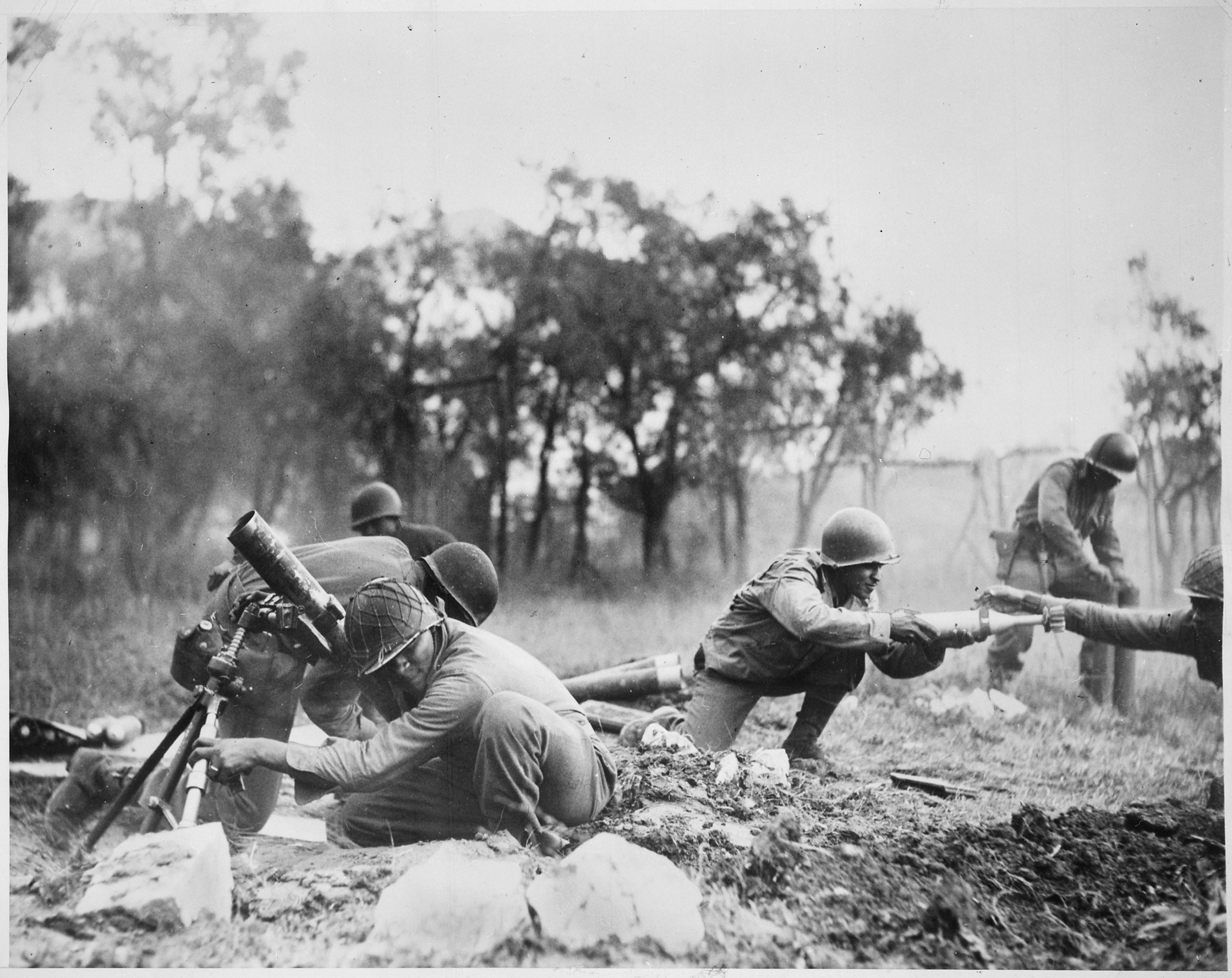
Equipe de morteiros da 92ª Divisão Americana "Búfalo" combatendo na Linha Gótica.

Durante novembro e dezembro, as forças do V exército americano concentraram-se em desalojar os alemães de suas posições de artilharia nos Apeninos ao redor da fronteira das regiões Toscana e Emília-Romanha, tarefa fundamental liberar o VIII exército britânico do fogo de artilharia que partia daqueles pontos, impedindo o avanço das forças aliadas sob seu comando, sobre Bolonha e o Vale do Pó. 

Utilizando pequenas e médias unidades brasileiras e americanas, o V exército atacou esses pontos por diversas vezes, um a um, sem obter resultado prático positivo. Ao final do ano, o composto de defesa formada pelos alemães em torno de Monte Castello, Belvedere (in Lizano), Della Toraccia, Castelnuovo (di Vergato), Torre di Nerone, La Serra, Soprassasso e Castel D'Aiano, se mostrava intacto.
Enquanto isso, o VIII exército britânico conseguiu avançar até ao norte de Ravena, a qual havia capturado ainda em dezembro de 1944. No final daquele mês, os alemães utilizando-se de forças do exército de seus aliados fascistas italianos (unidades alpinas da Divisão Monterosa), atacaram a ala esquerda do V Exército dos EUA, no vale Serchio, ao norte de Lucca, no setor de responsabilidade da 92ª divisão americana. Duas brigadas da 8ª Divisão de Infantaria da India colonial, foram deslocadas rapidamente através dos Apeninos para reforçar a divisão americana. A situação foi estabilizada e a cidade de Barga recapturada no Ano Novo.
Ainda em meados de dezembro, quando Alexander tornou-se comandante supremo do Teatro do Mediterrâneo, Mark Clark tomou seu lugar como comandante dos exércitos aliados na Itália (renomeado como 15º Grupo de Exército ). Ficando o comando do V exército americano com o general Lucian Truscott.

## Final (1945)

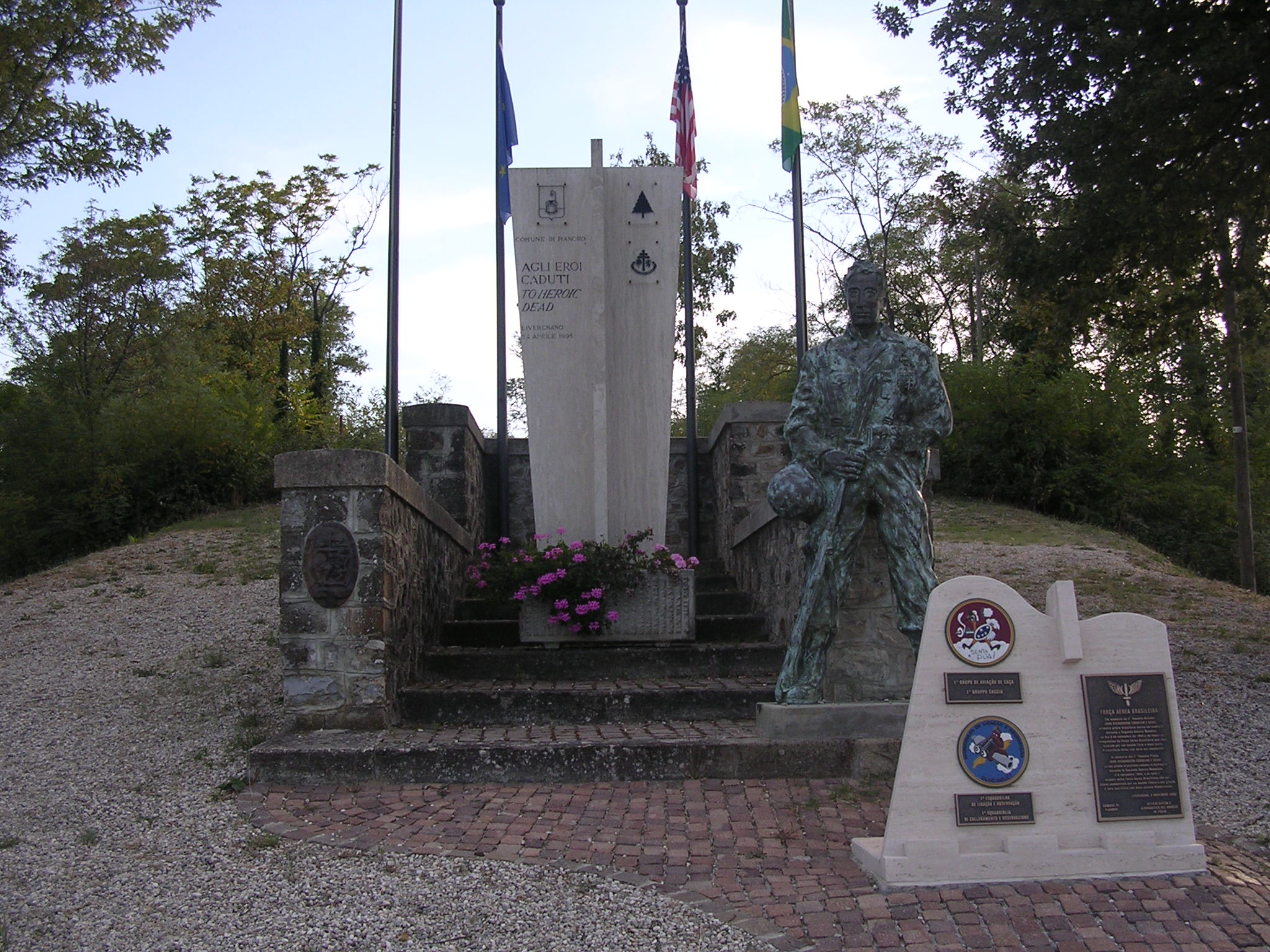
Monumento em Livergnano, Bolonha, na Itália em homenagem à aviação da FEB e à 91ª Divisão de Infantaria americana.

Em meados de fevereiro de 1945, quando uma ligeira melhora nas condições meteorológicas permitiu, o V Exército retomou sua ofensiva sobre as posições de artilharia alemãs. Tal operação ficou conhecida pelo nome de "Operação Encore". Desta vez, o IV Corpo de exército dos EUA utilizaria duas divisões de infantaria para cumprir a missão, como havia sugerido o comandante brasileiro.
Entre outros pontos, a 1ª divisão de infantaria brasileira ficou encarregada de tomar Monte Castello, Soprassasso e Castelnuovo di Vergato, enquanto à recém-chegada ao teatro de operações, a 10ª Divisão de Montanha americana, coube a tarefa de tomar o monte Belvedere, Della Torraccia e Castel D' Aiano. Iniciada em 18 de fevereiro, a Operação Encore foi concluída em 5 de março, sendo fundamental seu sucesso para o início da "Ofensiva da Primavera".
Somente após 8 meses de combate (Setembro de 1944 - Abril de 1945), através da Ofensiva de Primavera, em meados abril de 1945 seriam rompidas definitivamente as defesas da Linha Gótica. Linha de defesa esta que impediu o avanço das tropas aliadas na Itália rumo à Europa central.

## Ordem de Batalha
Relação das principais forças utilizadas pelos Exércitos Aliados e do Eixo na Frente Italiana, entre Agosto de 1944 e Março de 1945:

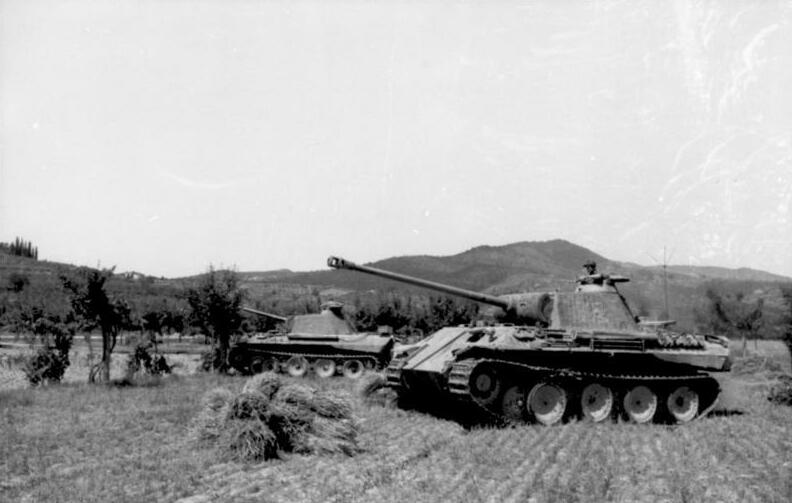
Um Panzer V alemão na linha gótica.

### 15º Grupo de Exércitos Aliados

#### V Exército Americano
- II Corpo de Exército (EUA):

34ª, 88ª, e 91ª Divisões de Infantaria (DIs) Americanas; e Brigada Italiana Legnano.
- IV Corpo de Exército (EUA):

1ª Divisão blindada (DB) Americana, 6ª DB Sul-Africana, 1ª DI Brasileira, 92ª DI Americana e 10ª Divisão de Montanha (DM) Americana.
- XIII Corpo de Exército Britânico (Até Jan. 1945):

6ª DB e 1ª DI Britânicas, 8ª DI Indiana, e 1ª Brigada de tanques Canadense.
Obs.: A 85ª DI Americana atuou tanto sob comando do II Corpo de Exército (até abril de 1945), quanto sob o comando do IV Corpo (a partir de então).

O XIII Corpo de Exército Britânico se originou a partir do V Corpo de exército britânico, em decorrência da necessidade do V exército americano ser reforçado temporariamente, devido ao deslocamento de 2 de seus Corpos de exército (totalizando 7 divisões - quatro com o Corpo de exército Francês e 3 com o VI Corpo americano) para invasão do sul da França, em agosto de 1944. Em janeiro de 1945, com a reposição parcial dessas tropas (com a chegada da 10ª DM americana ao V exército, somando-se à 92ª DI americana e 1ª DI brasileira, que já se encontravam completas desde novembro anterior); e também em virtude do deslocamento do Corpo Canadense e outras tropas do VIII exército para as frentes da Grécia, Holanda e Ásia, o XIII Corpo voltou a atuar sob comando do VIII exército britânico.

#### VIII Exército Britânico
- V Corpo de Exército Britânico:

1ª DB Britânica; 46ª, 56ª e 78ª DIs Britânicas; e 4ª DI Indiana.
- X Corpo de Exército Britânico:

Divisão Italiana Friuli; 9ª Brigada blindada e 2º Grupo de artilharia Real Britânicos.
- XIII Corpo de Exército Britânico (a partir de Jan. 1945 - v. descrições a respeito do mesmo, acima)
- I Corpo de Exército Canadense:

1º Grupo Real de Artilharia Canadense, 5ª DB Canadense, 1ª DI Canadense, 3ª Brigada de Montanha Grega e 21ª Brigada de Tanques Canadense
- II Corpo de Exército Polonês:

Grupo de Artilharia Polonês, 3ª Divisão Carpatiana de Rifles Polonesa, 5ª Divisão Kresowa de Infantaria Polonesa e 2ª Brigada blindada Polonesa.
- Corpo Italiano de Libertação:

Divisões Cremona, Nembo e Utili; e 28ª Brigada Garibaldi.
Obs.: A 2ª Divisão NeoZelandesa serviu sob o V Corpo britânico e o I Corpo canadense;

A 4ª DI Britânica serviu sob o V, XIII Corpos, e I Corpo Canadense;

A 10ª DI Indiana serviu sob os três Corpos de exército britânicos;

Enquanto a Brigada Judaica da Palestina Britânica, sob o V e X Corpos.

### Grupo de Exércitos C (Alemanha)

#### 10º Exército Alemão
- LXXVI Corpos Panzer:

1ª Divisão de Paraquedistas, 5ª DM; e 71ª, 162ª e 278ª DIs Alemãs.
- LI Corpos de Montanha:

44ª Divisão de Granadeiros, 114ª Divisão de Caçadores; e 232ª, 305ª, 334ª e 715ª DIs Alemãs.

#### 14º Exército Alemão
- I Corpo de Paraquedistas:

4ª Divisão de Paraquedistas; 356ª e 362ª DIs Alemãs.
- XIV Corpo Panzer:

16ª Divisão Waffen-SS Panzergrenadier, 26ª Divisão Panzer e 65ª DI Alemãs;

1ª DI Bersaglieri "Italia", Italiana.

#### Corpo de Exército da Ligúria
34ª DI e 42ª Divisão de Caçadores Alemãs;

2ª Divisão de Fuzileiros "San Marco", e 4ª Divisão Alpina "Monterosa" Italianas.

#### Unidades Autônomas
- LXXV Corpo:

90ª PanzerGrenadier, 148ª DI de Reserva e 157ª DM Alemãs; e Unidades Paramilitares Fascistas Italianas.
- Comando da Costa Adriática:

94ª DI e 188ª DM Alemãs.

#### Unidades de Reserva
20ª Divisão de Assalto (Luftwaffe) e 29ª PanzerGrenadier, Alemãs.